# Vencer el desamor
 (срп. Превазићи сломљено срце) мексичка је теленовела, продукцијске куће Телевиса, снимана 2020.

## Улоге
| Глумац                | Улога                                 |
| --------------------- | ------------------------------------- |
| Клаудиа Алварез       | Ариадна Лопез Хернандез               |
| Давид Зепеда          | Алваро Фалцон Албаран                 |
| Даниела Ромо          | Барбара Албаран де Фалкон             |
| Алтаир Харабо         | Олга Кољадо                           |
| Хуан Диего Коварубиас | Едуардо Фалкон Албаран                |
| Емануел Паломарес     | Гаел Фалкон Албаран / Роммел Гуајардо |
| Хулиа Урбини          | Дафне Фалкон Миранда де Ибарра        |
| Валентина Бузуро      | Ђема Корона Албаран                   |